# NGC 4601
NGC 4601 ist eine Linsenförmige Galaxie vom Hubble-Typ SB0/a im Sternbild Zentaur am Südsternhimmel. Sie ist schätzungsweise 135 Millionen Lichtjahre von der Milchstraße entfernt und hat einen Durchmesser von etwa 70.000 Lichtjahren.

Im selben Himmelsareal befinden sich u. a. die Galaxien NGC 4603, NGC 4616, NGC 4622, NGC 4650.
Das Objekt wurde am 8. Juni 1834 von John Herschel mit einem 18-Zoll-Spiegelteleskop entdeckt, der sie „extremely faint, large, round, pretty suddenly a little brighter in the middle. The first of two“ nannte (die zweite Galaxie ist NGC 4603).